# Chok Dee – Kämpfe um deinen Traum
Chok Dee – Kämpfe um deinen Traum ist ein französischer Spielfilm aus dem Jahr 2005. Der Film basiert teilweise auf der Lebensgeschichte von Dida Diafat, einem algerischen Muay-Thai-Kämpfer, der auch die Hauptrolle übernahm.

## Handlung
Ryan wird in Paris nach einem versuchten Autodiebstahl verhaftet und zu sechs Monaten Gefängnisstrafe verurteilt. Im Gefängnis lernt er den einstmaligen Muay Thai-Meister Jean kennen, welcher vor vielen Jahren in Thailand gekämpft hat und ihm nun diese Kampfsportart näher bringt. Jean kann Ryan davon überzeugen, nach Thailand zu reisen, um dort in Bangkok an einer traditionsreichen und renommierten Kampfsportschule (Lukbanyai Gym, Bangkok) zu trainieren und so seinem Leben einen neuen Sinn zu geben. Daneben soll Ryan nach der Ankunft in Thailand bei der Gelegenheit seine Tochter Kim ausfindig machen und ihr einen Brief mit einem Tagebuch von Jean übergeben, in welchem er seiner Tochter seine Sicht der Dinge für den Gefängnisaufenthalt darstellen möchte. Ryan bekommt von Jean kurz vor seiner Entlassung eine Aufschrift auf seinem Unterarm mit der Aufschrift „Chok Dee“ tätowiert, was übersetzt „Viel Glück“ bedeutet. Nachdem Ryan aus dem Gefängnis entlassen wird, bekommt er von seiner Mutter einen großen Teil ihrer Ersparnisse übergeben, da diese auch möchte, dass er einen ordentlichen Weg in seinem Leben einschlägt und unterstützt seinen Wunsch. Er reist nach Thailand und kommt schließlich an der Kampfsportschule an, von der Jean gesprochen hat. Weil dort Ausländern der Zutritt verwehrt ist, will Ryan sich die Aufnahme in die Schule erkämpfen. Durch eisernen Durchhaltewillen verdient er sich zunehmend Respekt und nimmt auch Widrigkeiten wie schlechtes Wetter, Ignoranz und niedrige Arbeiten in Kauf. Er darf anschließend ebenfalls am Training teilnehmen (für Ausländer sehr selten) und verbessert seine Fähigkeiten nach und nach. Der Promoter der Kampfschule möchte Ryan nicht mehr im Camp haben und stellt ihn anschließend vor die Wahl: Er muss einen Kampf gegen einen Kampfschüler gewinnen oder er muss das Camp verlassen. Schließlich bestreitet er den Kampf und verliert nach harten Ellbogenschlägen. Jedoch ist der Promoter sichtlich beeindruckt vom harten Willen von Ryan und gibt ihm die Möglichkeit, weiter zu trainieren und so seine Berechtigung im Gym zu untermauern. Jean wird aus dem Gefängnis entlassen und reist ebenfalls nach Thailand. Er sucht neben seiner Tochter Kim auch den Geschäftspartner, für den er einst wegen Schmuggel von Heroin ins Gefängnis gegangen ist. Ryan hat sich inzwischen in Kim verliebt und wird unter Betreuung von Jean zu einem sehr starken Kämpfer, der sich letztendlich einen Kampf im Rajadamnern-Stadion erkämpfen kann (dem Mekka des Muay Thai). Wer dort siegt, ist ein Champion. Ein aussöhnendes Gespräch zwischen Jean und seinem damaligen Geschäftspartner (bei dem Jean seinen Anteil vom Geschäft damals nun einfordert) erweist sich als sehr schwierig, da dieser nicht auf Jeans Forderungen eingeht. Jean wird in seinem Hotelzimmer Heroin untergeschoben und er wegen Drogenbesitz inhaftiert. Ryan bestreitet nun illegale Undergroundkämpfe, um anschließend die Kaution für Jean zu bezahlen. Daraufhin wird Ryan aus der Boxschule ausgeschlossen und verspielt die Chance, im Rajadamnern-Stadion um den Weltmeistertitel zu kämpfen. Nachdem Jean mit Hilfe der Einnahmen aus den illegalen Wettkämpfen aus dem Gefängnis ausgelöst wurde, ist er außer sich, da er nicht akzeptieren kann, dass Ryan den Weltmeisterschafts-Kampf im Rajadamnern-Stadion für ihn riskiert hat. Nach Rücksprache und Hilfe mit dem bekannten Box-Promoter aus dem Lukbanyai-Gym, den er noch aus seiner aktiven Zeit kennt, kann Jean es so organisieren, dass die illegalen Box-Veranstaltungen von der Polizei ausgehoben und der ehemalige Geschäftspartner von Jean (der ihn damals ins Gefängnis brachte) verhaftet werden kann.
Ryan bekommt seine Chance auf den Kampf um die Weltmeisterschaft zurück und kämpft tatsächlich im vollbesetzten Rajadamnern-Stadion, welcher sogar Live im Fernsehen übertragen wird und kann diesen gewinnen. Jean wird gegen Ende des Kampfes von einem Handlanger des ehemaligen und nun inhaftierten Geschäftspartners aus Rache dabei mitten im Publikumsgemenge von hinten mit einem Messer erstochen.
Der Film endet damit, dass Ryan und Kim die eingeäscherten Leichnam Jeans im Chao Prayha beisetzen, so wie er es immer wollte.

## Kritik
Das Lexikon des internationalen Films urteilt, die Filmproduktion sei eine „[g]ediegen inszenierte Initiationsgeschichte“. Die Hauptfigur sei „durchaus“ sympathisch, jedoch transportiere der Film keine „sonderlich tiefschürfende […] Botschaft“.